# Solana Beach
Solana Beach est une municipalité située dans le comté de San Diego, en Californie, aux États-Unis. Sa population s’élevait à 12 867 habitants lors du recensement de 2010, estimée à 13 449 habitants en 2016.

## Démographie
| 1970  | 1980   | 1990   | 2000   | 2010   | - |
| ----- | ------ | ------ | ------ | ------ | - |
| 5 023 | 13 047 | 12 962 | 12 979 | 12 867 | - |